# Terramare

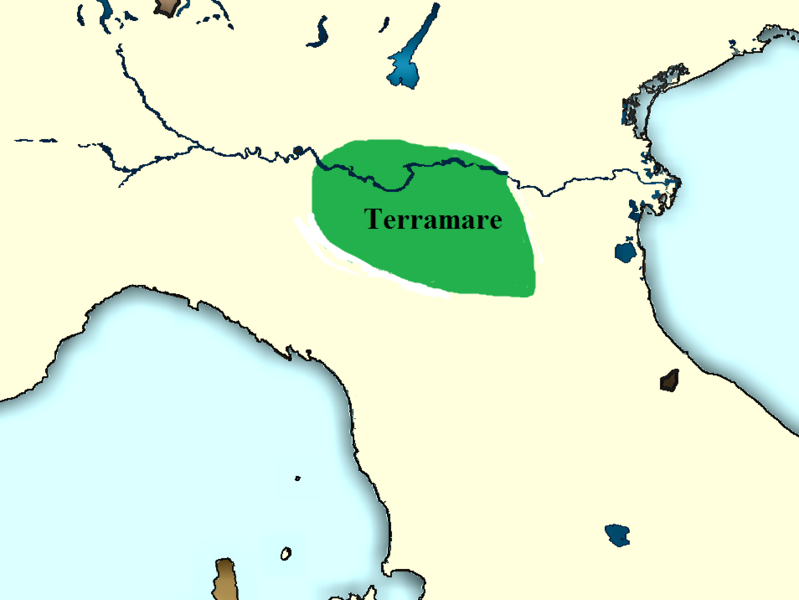
Mapka rozšíření

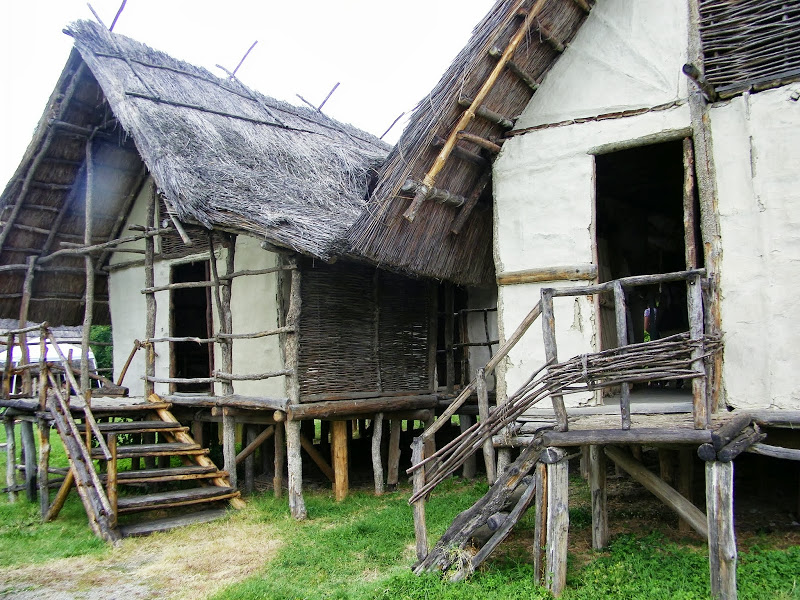
Rekonstrukce obydlí

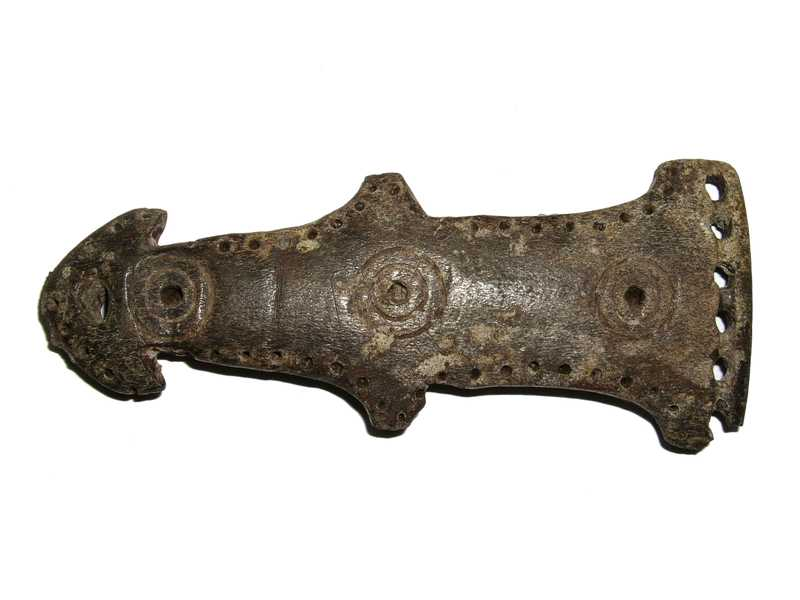
Kostěná spona

Terramare je v archeologii název pro vyspělou kulturu střední a mladší doby bronzové v údolí Pádu v severní Itálii. Je charakterizována poměrně hustou sítí velmi podobných a pravidelných sídlišť, stavbou hradeb, hrází a zavodňovacích kanálů a vyspělým zpracováním bronzu. Název pochází z italského terra marla, jezerní usazeninu zpravidla černé barvy.

## Popis
Asi 60 sídlišť v oblasti Emilia, prozkoumaných v letech 1860-1910, má velmi podobný lichoběžníkový plán s pravidelnými ulicemi, dřevěné domky jsou zčásti na kůlech, jejichž účel není znám. Ve starším období byla poměrně malá, o ploše asi 2 ha a odhadem pro 250 obyvatel. Později je vytlačují větší sídliště o rozloze asi desetkrát větší. Mezi nálezy je mnoho bronzových předmětů, odlévaných do kamenných forem, od zbraní a nástrojů až po šperky. Dále keramika, předměty z kosti a primitivního skla. Kamenné nástroje jsou vzácné. Obyvatelé se živili lovem, chovali domestikovaná zvířata a pěstovali řadu plodin. Pohřbívali do země, později i spalováním a ukládáním do uren.
Nálezy jsou v archeologických muzeích, například v městech Ledro, Desenzano del Garda, Trento a v Římě.

## Vývoj
Kultura vznikla někdy kolem roku 1500 př. n. l. malými sídlišti, ohrazenými valem a vodním příkopem. Kolem roku 1300 př. n. l. se objevují sídliště podstatně větší, která postupně převládají a malá sídliště mizí. Kolem roku 1200 př. n. l. , kdy se počet obyvatel v celé oblasti odhaduje na 150-200 tisíc, přichází krize a kolem roku 1150 př. n. l. jsou všechny sídliště opuštěna. Nejpravděpodobnějším důvodem bylo přelidnění a vyčerpání zdrojů, oblast zůstává dlouho prázdná a teprve v římské době dosáhne stejné úrovně osídlení. Po jisté přestávce na ni navazuje Villanovská kultura doby železné..
Ve stejném období, kdy zanikla kultura Terramare, proběhla Katastrofa doby bronzové. Nelze prokázat spojitost těchto dvou událostí pro neexistenci pramenů, ale jeví se jako pravděpodobná.